# Bernardo Redín
Bernardo Redín Valverde (ur. 26 lutego 1963 w Cali) – piłkarz kolumbijski grający na pozycji ofensywnego pomocnika. Obecnie jest trenerem.

## Kariera klubowa
Redín pochodzi z miasta Cali i tam też rozpoczął swoją piłkarską karierę w klubie Deportivo Cali. Do pierwszej drużyny trafił już w wieku 18 lat i w 1981 roku zadebiutował w lidze kolumbijskiej. W Deportivo spędził 9 sezonów, jednak w latach 80. klub daleki był od formy z poprzednich dwóch dekad, gdy 5-krotnie zdobywał mistrzostwo kraju. W połowie 1990 roku Redín wyjechał do Europy, gdzie spędził rok grając w bułgarskiej CSKA Sofia, gdzie rozegrał 13 meczów w bułgarskiej ekstraklasie i zdobył 3 gole. Pod koniec 1991 roku wrócił do Kolumbii i został graczem Ameriki Cali. W Americe grał 4 sezony, podczas których był jednym z czołowych zawodników nie tylko swojego zespołu, ale i ligi (w 1992 roku wywalczył z tym zespołem mistrzostwo kraju). W 1996 roku przeszedł na sezon do ligowego średniaka, Quindio Armenia. Nie osiągnął z tym klubem znaczących sukcesów, a w 2000 roku został piłkarzem Atletico Huila Neiva. Rozegrał w nim 22 mecze i nie zdobył gola, a jeszcze w połowie sezonu trafił do boliwijskiego Oriente Petrolero. Pobyt w tym klubie był jednak nieudany i Redín zaliczył tylko 4 ligowe mecze – klub wygrał fazę Clausura i został mistrzem kraju. W 2001 roku Bernardo wrócił do Atletico Huila Neiva i po sezonie gry zakończył karierę w wieku 38 lat.

## Kariera reprezentacyjna
W reprezentacji Kolumbii Redín zadebiutował 1 lipca 1987 roku podczas turnieju Copa América 1987, w wygranym 2:0 meczu z Boliwią. Z Kolumbią zajął wówczas 3. miejsce w tym turnieju. Wystąpił także na kolejnym turnieju, Copa América 1989, Kolumbia odpadła jednak jeszcze w fazie grupowej.
W 1990 roku Redín został powołany przez selekcjonera kadry, Francisco Maturanę do składu na Mistrzostwa Świata we Włoszech. Tam był podstawowym zawodnikiem i jednym z czołowych w zespole. W grupowym meczu z ZEA strzelił pierwszą bramkę, a jego rodacy wygrali ostatecznie 2:0. w kolejnym meczu grupowym z Jugosławią, przegranym 0:1 zagrał 78 minut. Wystąpił także w meczu 1/8 finału z Kamerunem, w którym w 116 minucie zdobył honorowego gola, a piłkarze z Afryki wygrali po dogrywce 2:1 i awansowali do ćwierćfinału.
W 1991 roku Redín wziął udział w swoim trzecim turnieju Copa América, tym razem Copa América 1991 i zajął ze swoją reprezentacją 3. miejsce. Mecz z Argentyną, przegrany 1:2 był jego ostatnim w kadrze.
Łącznie przez 4 lata Redín wystąpił w 40 meczach reprezentacji Kolumbii i zdobył w niej 5 goli.

## Kariera trenerska
Po zakończeniu kariery piłkarskiej Redín został trenerem. Trenował między innymi Deportivo Cali a obecnie jest szkoleniowcem klubu z tego samego miasta, Ameriki Cali.